# Station Krzeszna
Station Krzeszna is een spoorwegstation in de Poolse plaats Krzeszna.